# III век

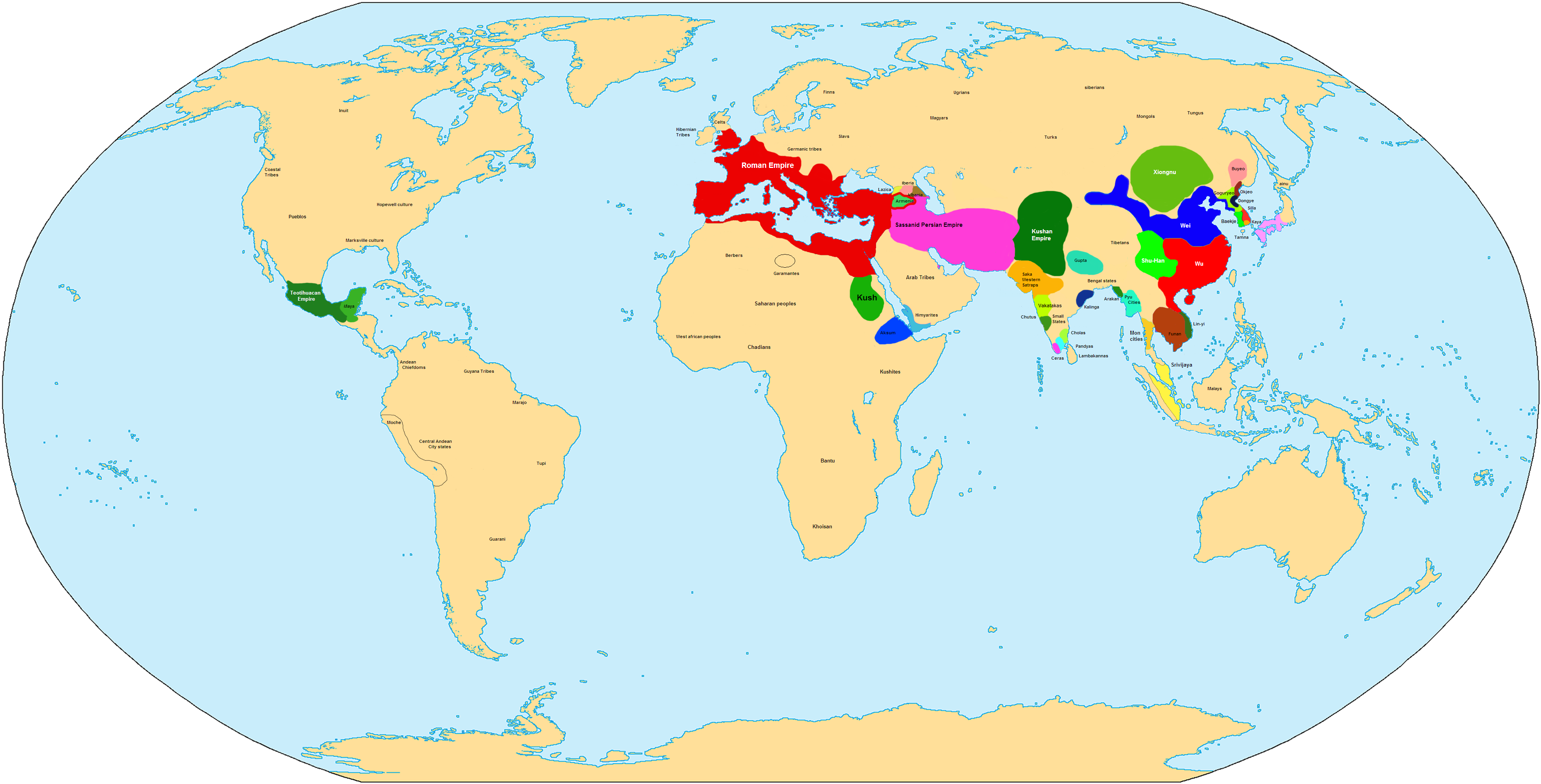
Карта 250 года

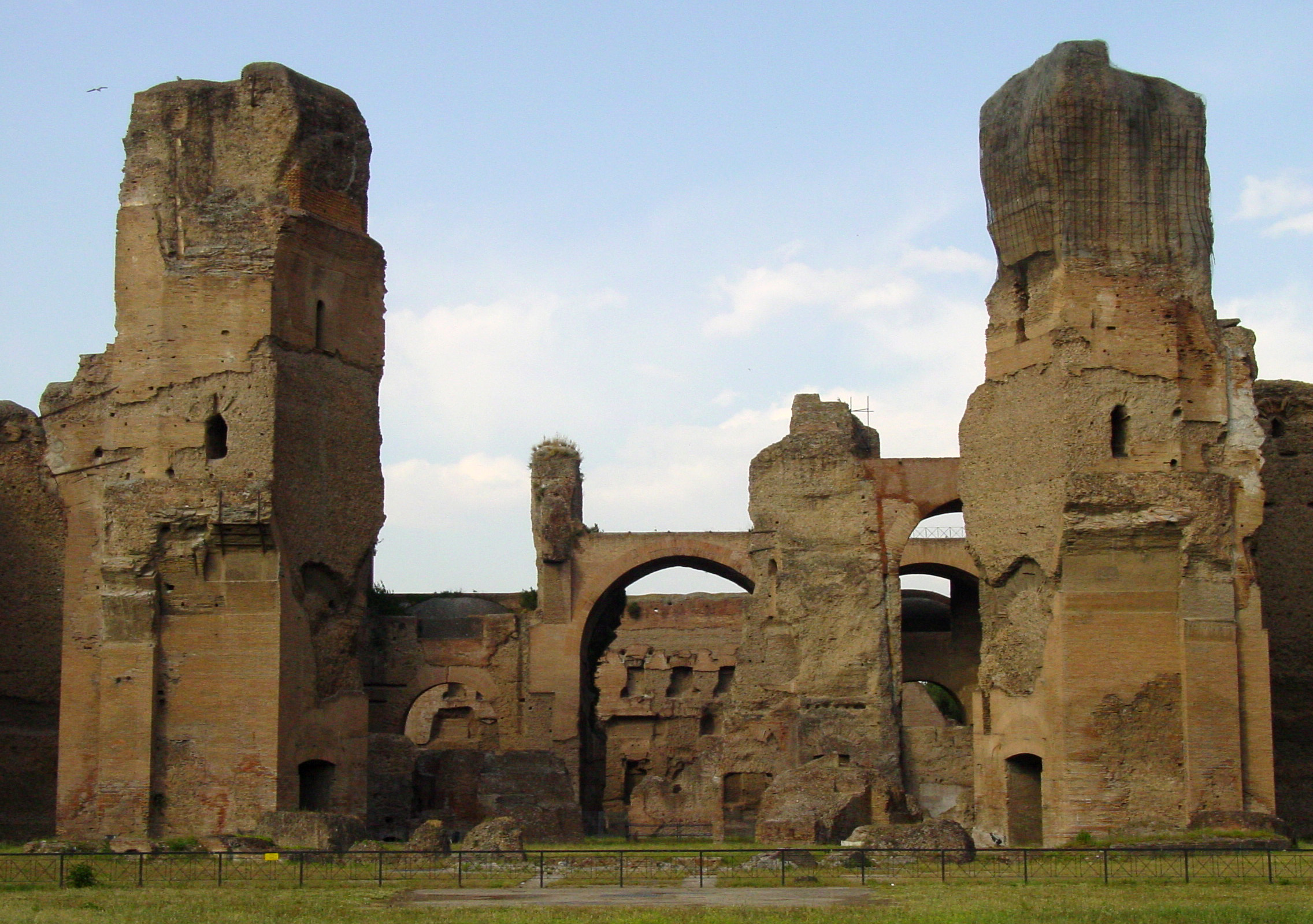
Термы Каракаллы построены в 212—216 годах

III (тре́тий) век  по юлианскому календарю — век с 1 января 201 года по 31 декабря 300 года. Это 3-й век 1-го тысячелетия.  Закончился 1725 лет назад.

## Европа
- Древний Рим переживает период политической нестабильности, гражданских войн и столкновений с внешними противниками (см. Кризис Римской империи III века). Стабилизация наступила в конце III века в период правления императора Диоклетиана.
- II—III века — Ирландский народный герой Финн Мак-Кумхайл (Мак-Кул), вождь фениев и бард. Сыном Финна был мифический бард Оссиан.
- Племенные вожди Западной Ирландии, из которых наиболее известным был Кормак, захватывают соседние земли и создают сильное объединение племён. Начало вторжений в пределы Британии.

## Азия
- Государство Сасанидов (224—652).
- Кушанское царство разделено на западную и восточную части (225).
- Подъём Хорезма. Столица в Топрак-кале.
- III—VII века — Бахмутинская культура железного века в бассейнах Камы, Уфы, Белой.
- Упадок скифского царства в Крыму. Сарматы захватывают Неаполь Скифский.
- Вековая засуха в «Великой степи».

## Африка
- Присоединение к Аксуму территории Сомали.

## Дальний Восток

### Начало III века
- Около 200 — Королева Химико объединила ряд японских государств вокруг столицы Яматай. Образование племенных объединений в Цукуси.

### Первая половина III века
- Южные хунну в составе царства Цао-Вэй усваивают китайскую цивилизацию. Правительство разделило кочевья на пять отделов, поставив во главе потомков хуннских князей, подчинённых чиновникам-наблюдателям.
- Распад державы сяньби на племена. Табгачи переселились к Иньшаню.
- Усиление в Японии племенного объединения Ямато. Образование племенного союза.

### Вторая половина III века
- Конец правления династии Хань в Китае. Период Шести династий (220—589). Эпоха Троецарствия (220—280; Вэй; У; Шу). Династия Цзинь (265—420). Война восьми князей (291—306).
- Распространение буддизма в Корее.
- Япония и Китай время от времени обмениваются посольствами.

### III—IV века
- Усиление Фунани. Правит династия, основанная индийским брахманом Каундиньей. Строительство столицы Вьядхапуры.

## Личности
- Александр Север, римский император, последний из Династии Северов.

## Культура
- «Математика в девяти книгах» с комментариями Лю Хуэя (263).
- Техника печати изображений на ткани известна в Китае с III века.